# Цькування кабана
Цькування кабана — кривавий вид спорту, який передбачає цькування диких кабанів собаками.
Селяни в Індонезії називають цю подію «adu bagong», що перекладається як боротьба кабанів. Цькування кабанів почалося в 1960-х роках, щоб протестувати мисливських собак проти диких кабанів.
У 2017 році організації з прав тварин створили онлайн-петицію з вимогою припинити цю жорстоку розвагу, а уряд Індонезії заборонив цькування кабанів.

## Зовнішні посилання
- Відео: цькування кабанів на Західній Яві
- Відео: цькування кабана Малайзія